# Crest Animation Productions
La Crest Animation Productions (in precedenza RichCrest Animation Studios e Rich Animation Studios) era uno studio di animazione statunitense con sede a Burbank, California.

## Storia
Lo studio è stato fondato da Richard Rich nel 1986, che aveva in precedenza lavorato per la Disney. Il suo primo film (e il più famoso) è stato L'incantesimo del lago (seguito da due sequel). Dopo la realizzazione di Il re ed io nel 1999, lo studio è andato in bancarotta ed è stato acquisito dalla Crest Animation Studios (studio di animazione indiano) per formare i RichCrest Animation Studios. L'ultimo film realizzato è stato Muhammad: The Last Prophet (direct-to-video).
Nel febbraio 2007 lo studio è stato rinominato ed è stato annunciato uno sviluppo dello studio per l'animazione CGI , concretizzatosi nel 2010 con il film Alpha and Omega.
L'attività con questo nome è cessata nel 2013.

## Filmografia parziale
- Animated Stories from the New Testament (1987-2005) - serie home video
- Animated Hero Classics (1991-2005) - serie home video
- Animated Stories from the Bible (1992-1995) - serie home video
- L'incantesimo del lago (The Swan Princess) (1994)
- L'incantesimo del lago 2 - Il segreto del castello (The Swan Princess: Escape from Castle Mountain) (1997) - direct-to-video
- L'incantesimo del lago 3 - Lo scrigno magico (The Swan Princess: The Mystery of the Enchanted Kingdom) (1998) - direct-to-video
- Il re ed io (The King and I) (1999)
- The Scarecrow (2000) - direct-to-video
- La voce del cigno (The Trumpet of the Swan) (2001)
- Muhammad: The Last Prophet (2002)
- I 10 comandamenti (K10C: Kids' Ten Commandments) (2003) - serie home video
- Alpha and Omega (2010)
- The Little Engine That Could (2011)
- L'incantesimo del lago: Un magico Natale (The Swan Princess Christmas) (2012) - direct-to-video
- Alpha and Omega 2 - Lupi all'avventura (Alpha and Omega 2: A Howl-iday Adventure) (2013) - direct-to-video